# Subtraktion

Subtraktion 5 − 2 = 3 am Beispiel von Pfirsichen.

Die Subtraktion (von lat. subtrahere „wegziehen“, „entfernen“), umgangssprachlich auch Minusrechnen genannt, ist eine der vier Grundrechenarten der Arithmetik. Unter der Subtraktion versteht man das Abziehen einer Zahl von einer anderen. Mathematisch handelt es sich bei der Subtraktion um eine zweistellige Verknüpfung. Die Subtraktion ist die Umkehroperation der Addition. Das Rechenzeichen für die Subtraktion ist das Minuszeichen „−“.

## Sprachregelungen, Grundeigenschaften und Notation
Für die Elemente einer Subtraktion gibt es folgende Symbole und Sprechweisen:
- Das Rechenzeichen für die Subtraktion ist das Minuszeichen „−“. Es wurde 1489 von Johannes Widmann eingeführt.
- Die Zahl, von der etwas abgezogen wird, heißt Minuend (lateinisch „das zu Verringernde“).
- Die Zahl, die abgezogen wird, heißt Subtrahend (lateinisch „das Abzuziehende“).
- Der Rechenausdruck (Term), der den Minuenden, das Minus-Zeichen und den Subtrahenden umfasst, heißt Differenz.
- Das Ergebnis einer Subtraktion ist der Wert der Differenz (auch Differenzwert oder auch kurz nur Differenz).
- Das Symbol für Differenzen als Terme ist der griechische Großbuchstabe Delta „Δ“, der auch als Operator für die Differenzbildung benutzt wird (siehe Differenz-Operator). Häufig wird als Differenz – besonders im alltäglichen Sprachgebrauch – allerdings nur das Ergebnis dieser „Minusrechnung“, noch häufiger der Betrag dieses Ergebnisses bezeichnet. Beispiel: Die Differenz zwischen 7 und 9 und die Differenz zwischen 5 und 3 beträgt 2. Im Beispiel wird dies durch das Verb „beträgt“ betont.

Merkhilfe: Minuend minus Subtrahend gleich Wert der Differenz (Eselsbrücken: Minuend kommt im Alphabet vor Subtrahend; im Wort „Minus“ wird durch Anfangs- und Endbuchstabe gezeigt, wie Minuend und Subtrahend platziert sind)
Beispiele (mit Berücksichtigung des Vorzeichens):
- 4 minus 1 ist (gleich) 3 oder anders geschrieben: {\displaystyle 4-1=3}.

Dabei ist 4 der Minuend, 1 stellt den Subtrahenden dar, der Rechenausdruck (Term) {\displaystyle 4-1} ist die Differenz und das Ergebnis 3 bildet den Wert der Differenz bzw. den Differenzwert.
Die Menge der natürlichen Zahlen ist bezüglich der Subtraktion nicht abgeschlossen, das heißt mit der Subtraktion erzielt man eventuell ein Ergebnis, das außerhalb des Bereichs der natürlichen Zahlen liegt.
- Beispiel: {\displaystyle 1-4=-3}

Es gibt abkürzende Notationen für {\displaystyle a-b}, beispielsweise {\displaystyle x|_{x=b}^{x=a}} oder {\displaystyle [x]_{b}^{a}}, was vor allem bei Termen wie {\displaystyle f(a)-f(b)=f(x)|_{x=b}^{x=a}} bzw. {\displaystyle F(a)-F(b)=[F(x)]_{b}^{a}=[F(x)]_{x=b}^{x=a}=F(x){\Big |}_{b}^{a}=F(x){\Big |}_{x=b}^{x=a}} Anwendung findet.
Bei mehreren hintereinander auftretenden Subtraktionen wird der Ausdruck von links nach rechts ausgewertet; die Subtraktion ist daher per Konvention linksassoziativ:
- {\displaystyle a-b-c=(a-b)-c}.

## Mathematische Definition
Die Subtraktion ist die Umkehroperation der Addition.
In Gruppen lässt sich zu jedem gegebenen {\displaystyle a} und {\displaystyle b} genau ein {\displaystyle x} finden, so dass gilt:
{\displaystyle b+x=a\!}
Die Bestimmung von {\displaystyle x} heißt Subtraktion. {\displaystyle x} lässt sich bestimmen, indem man {\displaystyle b} von {\displaystyle a} subtrahiert („abzieht“):
{\displaystyle x=a-b}
{\displaystyle a} heißt der Minuend, {\displaystyle b} der Subtrahend. Das Ergebnis einer Subtraktion, hier {\displaystyle x}, heißt Wert der Differenz. Eine Subtraktion wird mit dem Minuszeichen notiert:
{\displaystyle a-b}
Die Subtraktion {\displaystyle a-b} kann auch als Addition der Gegenzahl {\displaystyle -b=(-1)\cdot b} des Subtrahenden zum Minuenden {\displaystyle a} definiert werden:
{\displaystyle a-b=a+(-1)\cdot b=a+(-b)}

## Basisverfahren

### Graphische Methode

Graphische Methode mit Vektoren

Bei der graphischen Methode werden die Zahlenwerte als Balken, Linien, Punkte oder andere abstrakte Objekte dargestellt. Eine weitere Möglichkeit ist die Darstellung mit Vektoren, wobei die Richtung des Subtrahend-Vektors umgekehrt und die Vektoren anschließend aufaddiert werden.
Beispiel
|   | • | • | • | • | • | • | • | • | • | • | • | • | • | (13) |
| - |   |   |   |   | • | • | • | • | • | • | • | • | • | (9)  |
| = | • | • | • | • |   |   |   |   |   |   |   |   |   | (4)  |

### Subtraktion-Subtraktion-Methode
Bei der Subtraktion-Subtraktion-Methode wird so lange ein Teilbetrag des Subtrahenden von Subtrahend und Minuend abgezogen, bis der Subtrahend 0 ist. Dabei wird meist eine Zehnerstelle als Zwischenschritt gewählt. 
Beispiel
{\displaystyle 13-9=(13-3)-(9-3)=10-6=4}

### Subtraktion-Addition-Methode
Bei der Subtraktion-Addition-Methode werden Subtrahend und Minuend in Teilkomponenten zerlegt, von diesen subtrahiert, und anschließend die Teilbeträge wieder addiert. 
Beispiel
{\displaystyle 13-9=(10+3)-9=(10-9)+3=1+3=4}

### Komplement-Methode
Bei der Komplement-Methode wird vom Subtrahenden das zugehörige Komplement berechnet. Anschließend werden der Minuend und das Komplement addiert. Das Verfahren wird insbesondere in der technischen Informatik, etwa beim mechanischen Feld-Tarrant-Comptometer, dem mechanischen Hoffritz-Addierer, sowie elektronischen Addierwerken in modernen Computersystemen, angewendet.
Beispiel
Ausgangsformel (linke Seite im Dezimalsystem, rechte Seite im Dualsystem):
{\displaystyle 13_{10}-9_{10}=1101_{2}-1001_{2}}
Dies entspricht: 
{\displaystyle 13_{10}+\left(-9_{10}\right)=1101_{2}+\left(-1001_{2}\right)}
Berechnung des Komplements im Dezimalsystem (Zehnerkomplement) und im Dualsystem (Zweierkomplement):
| Operation                                                | Ergebniswert                                      | Ergebniswert                                       |
| Operation                                                | Zehnerkomplement                                  | Zweierkomplement                                   |
| -------------------------------------------------------- | ------------------------------------------------- | -------------------------------------------------- |
| Ausgangswert                                             | {\displaystyle \ldots \ 000\ 009,0_{10}}          | {\displaystyle \ldots \ 0000\ 1001,0_{2}}          |
| Invertierung                                             | {\displaystyle \ldots \ 999\ 990,{\dot {9}}_{10}} | {\displaystyle \ldots \ 1111\ 0110,{\dot {1}}_{2}} |
| mit {\displaystyle 0,{\dot {9}}_{10}=0,{\dot {1}}_{2}=1} | {\displaystyle \ldots \ 999\ 991,0_{10}}          | {\displaystyle \ldots \ 1111\ 0111,0_{2}}          |

Addition:
{\displaystyle {\begin{array}{rrrcrrr}&13_{10}&&&1101_{2}\\+&\ldots \ 999\ 991_{10}&&+&\ldots \ 1111\ 0111_{2}\\=&\ldots \ 000\ 004_{10}&&=&\ldots \ 0000\ 0100_{2}\\=&4_{10}&&=&100_{2}\end{array}}}

## Schriftliche Subtraktion
Die schriftliche Subtraktion ist neben der schriftlichen Addition eine der grundlegenden Kulturtechniken, die bereits in den ersten Schuljahren der Grundschule erlernt wird. Die Beherrschung der schriftlichen Subtraktion ist Voraussetzung für das Erlernen der schriftlichen Division.

### Vertikale Subtraktion mit Überträgen
In den Grundschulen werden heute meist Verfahren gelehrt, bei denen die einander entsprechenden Stellen der Minuenden und Subtrahenden übereinander stehen. Die Stellen werden nacheinander abgearbeitet, meist von rechts nach links. 
Für das schriftliche Subtrahieren muss der Minuend (Zahl oben) größer oder gleich dem Subtrahenden (Zahl(en) unten) sein. Negative Ergebnisse sind somit direkt nicht möglich.
Wenn der Minuend doch kleiner ist als der Subtrahend, dann können die Vorzeichen zum Rechnen vertauscht werden. 
Der Subtrahend wird so zum Minuend (oben geschrieben) und der Minuend zum Subtrahend (unten geschrieben). Es kann dann mit den unten beschriebenen Verfahren gerechnet werden. Das Ergebnis muss aber zum Schluss mit einem Minus versehen werden, denn es ist immer negativ (keine natürliche Zahl). Damit wird der zuvor zum Berechnen durchgeführte Vorzeichenwechsel wieder rückgängig gemacht.
Wenn die einzelnen Stellen der Subtrahenden größer sind als die gleichen Stellen der Minuenden, müssen Überträge gehandhabt werden. Das heißt, der Minuend wird, um die Subtraktion zu ermöglichen, um 10 erhöht; um dies auszugleichen, muss in der links benachbarten Spalte entweder der Minuend erniedrigt (Entbündelungsverfahren; Vorabberechnung der Überträge) oder der Subtrahend erhöht werden (Ergänzungsverfahren; Subtraktion von rechts nach links). Im deutschsprachigen Raum hat sich mit dem Ergänzungsverfahren die letztgenannte Vorgehensweise durchgesetzt. Im Jahr 2000 trat in einigen Bundesländern ein neuer Lehrplan in Kraft, der nun statt des Ergänzens das Entbündeln als Standard vorschreibt.

#### Ergänzungsverfahren
Beim Ergänzungsverfahren, das auch Auffülltechnik oder (in den USA) Austrian method („Österreichische Methode“) genannt wird, wird keine Subtraktion vorgenommen, sondern der Subtrahend umgekehrt bis zum Minuenden erhöht. Falls dies nicht möglich ist, wird der Minuend um 10 erhöht. Die 10 wird nicht „geborgt“, sondern als 1 zum Subtrahenden der nächsten Teilberechnung addiert. Im deutschsprachigen Raum wird dieses Verfahren an den Grundschulen als Standardmethode gelehrt. Einer der Vorteile des Verfahrens besteht darin, dass es den Umgang mit Aufgaben vorbereitet, bei denen von einem Minuenden mehrere Subtrahenden abgezogen werden sollen.
Beispiel
| | Beschreibung                                                                                              |
| --- | --- |
| {\displaystyle {\begin{array}{r}75{\color {red}3}\\-{\underset {}{4}}9{\color {red}1}\\\hline \end{array}}}                               | 1 + … = 3                                                                                                 |
| {\displaystyle {\begin{array}{r}7{\color {red}5}3\\-{\underset {}{4}}{\color {red}9}1\\\hline {\color {Gray}2}\end{array}}}               | Das Ergebnis wird unter den Strich geschrieben.                                                           |
| {\displaystyle {\begin{array}{r}7{\color {red}5}3\\-{\underset {}{4}}{\color {red}9}1\\\hline {\color {Gray}2}\end{array}}}               | 9 + … = 5 Die angepeilte Summe (5) ist zu klein!                                                          |
| {\displaystyle {\begin{array}{r}7{\color {red}5}3\\-{\underset {\color {red}1}{4}}{\color {red}9}1\\\hline {\color {Gray}2}\end{array}}}  | Sie wird darum um 10 erhöht. Die 1 wird unter den nächsten Subtrahenden geschrieben.                      |
| {\displaystyle {\begin{array}{r}7{\color {red}5}3\\-{\underset {\color {red}1}{4}}{\color {red}9}1\\\hline {\color {Gray}62}\end{array}}} | 9 + … = 15 Die Berechnung kann jetzt durchgeführt werden, das Ergebnis wird unter den Strich geschrieben. |
| {\displaystyle {\begin{array}{r}{\color {red}7}53\\-{\color {red}{\underset {1}{4}}}91\\\hline {\color {Gray}62}\end{array}}}             | (4 + 1) + … = 7                                                                                           |
| {\displaystyle {\begin{array}{r}{\color {red}7}53\\-{\color {red}{\underset {1}{4}}}91\\\hline {\color {Gray}262}\end{array}}}            | Das Ergebnis wird unter den Strich geschrieben.                                                           |
| {\displaystyle {\begin{array}{r}753\\-{\underset {1}{4}}91\\\hline {\color {Gray}262}\end{array}}}                                        | Das Gesamtergebnis.                                                                                       |

#### Subtraktion von links nach rechts
Die Subtraktion kann auch von links nach rechts durchgeführt werden. Bei diesem ungewöhnlichen Verfahren, das eine Variante des Ergänzungsverfahrens ist, werden die Überträge abgearbeitet, bevor die Differenz genau ausgerechnet wird. Da die Überträge weder notiert noch gemerkt werden müssen, ist die Methode nicht nur vergleichsweise resistent gegen Flüchtigkeitsfehler, sondern auch sehr schnell und sogar fürs Kopfrechnen geeignet.
Beispiel

7 − 4 = 3 Dieser Wert wird nur gemerkt, nicht notiert.
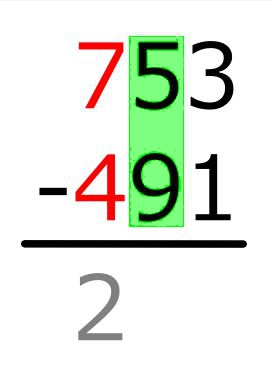
Da in der folgenden Spalte der Minuend kleiner ist als der Subtrahend, wird der soeben errechnete Wert um 1 erniedrigt.
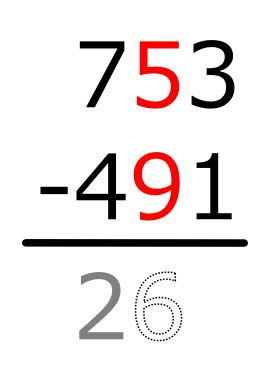
15 − 9 = 6
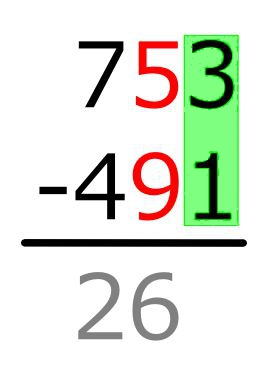
Da in der folgenden Spalte der Minuend nicht kleiner ist als der Subtrahend, bleibt es bei diesem Wert.
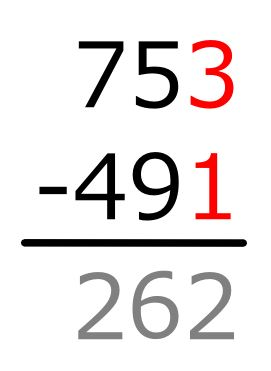
3 − 1 = 2

Findet sich eine Spalte oder eine Sequenz von mehreren Spalten, in denen zwei gleiche Ziffern stehen, und rechts daneben eine Spalte mit einem Minuend, der kleiner als der Subtrahend ist, so muss die bei diesem Verfahren routinemäßige „Vorausschau“ nicht nur die zwei gleichen Ziffern, sondern auch die darauf folgenden Spalten umfassen. Jede Spalte mit den gleichen Ziffern erhält dann eine Neun statt einer Null als Ergebnis. 
Die Vorausschau über mehreren Spalten in den oben geschilderten Fällen ist eine Schwachstelle dieser Methode.

#### Entbündelungsverfahren
Abziehen mit „Entbündeln“ bedeutet, dass der zu kleine Minuend bei seinem linken Nachbarn eine „Anleihe“ macht. Der Minuend wird um 10 erhöht und der linke Nachbar um 1 erniedrigt. Das Verfahren wird an den Grundschulen z. B. der Vereinigten Staaten als Standardmethode gelehrt. Der reine Rechenaufwand ist ähnlich wie beim Ergänzungsverfahren; wenn von einer Null „geliehen“ werden muss, muss diese jedoch bei ihrem eigenen linken Nachbarn eine „Anleihe“ machen – eine Technik, die zusätzlich erlernt werden muss (beim Ergänzungsverfahren wird sie nicht gebraucht). Außerdem muss beim Entbündeln mehr geschrieben werden.
Beispiel
| | Beschreibung |
| --- | --- |
| {\displaystyle {\begin{array}{r}75{\color {red}3}\\-49{\color {red}1}\\\hline \end{array}}}                                                                                   | 3 − 1 = … |
| {\displaystyle {\begin{array}{r}75{\color {red}3}\\-49{\color {red}1}\\\hline {\color {Gray}2}\end{array}}}                                                                   | Das Ergebnis wird unter den Strich geschrieben.                                                                              |
| {\displaystyle {\begin{array}{r}7{\color {red}5}3\\-4{\color {red}9}1\\\hline {\color {Gray}2}\end{array}}}                                                                   | 5 − 9 = … Der Minuend (5) ist zu klein!                                                                                      |
| {\displaystyle {\begin{array}{r}{\overset {\color {Gray}6}{\cancel {7}}}{\overset {\color {red}15}{\cancel {5}}}3\\-4{\color {red}9}1\\\hline {\color {Gray}2}\end{array}}}   | Er wird darum um 10 erhöht. Diese 10 wird von der links daneben stehenden Ziffer (7) „geliehen“; diese wird um 1 erniedrigt. |
| {\displaystyle {\begin{array}{r}{\overset {\color {Gray}6}{\cancel {7}}}{\overset {\color {red}15}{\cancel {5}}}3\\-4{\color {red}9}1\\\hline {\color {Gray}62}\end{array}}}  | 15 − 9 = … Die Subtraktion kann jetzt durchgeführt werden. Das Ergebnis wird unter den Strich geschrieben.                   |
| {\displaystyle {\begin{array}{r}{\overset {\color {Red}6}{\cancel {7}}}{\overset {\color {Gray}15}{\cancel {5}}}3\\-{\color {red}4}91\\\hline {\color {Gray}62}\end{array}}}  | 6 − 4 = … |
| {\displaystyle {\begin{array}{r}{\overset {\color {Red}6}{\cancel {7}}}{\overset {\color {Gray}15}{\cancel {5}}}3\\-{\color {red}4}91\\\hline {\color {Gray}262}\end{array}}} | Das Ergebnis wird unter den Strich geschrieben.                                                                              |
| {\displaystyle {\begin{array}{r}{\overset {\color {Gray}6}{\cancel {7}}}{\overset {\color {Gray}15}{\cancel {5}}}3\\-491\\\hline {\color {Gray}262}\end{array}}}              | Das Gesamtergebnis. |

#### Vorab-Entbündelung
Eine Variante des Entbündelungsverfahrens besteht darin, dass alle Stellen in einem ersten Arbeitsgang vollständig entbündelt werden, sodass für den zweiten Arbeitsgang, bei dem nur noch subtrahiert wird, hinreichend große Minuenden zur Verfügung stehen.
Beispiel
| | Beschreibung |
| --- | --- |
| {\displaystyle {\begin{array}{r}75{\color {red}3}\\-49{\color {red}1}\\\hline \end{array}}}                                                                                                | 3 − 1 = möglich. Kein „leihen“ von der links daneben stehenden Ziffer notwendig.                                                          |
| {\textstyle {\begin{array}{r}{\overset {\color {Gray}6}{\cancel {7}}}{\overset {\color {Gray}15}{\cancel {\color {red}5}}}3\\-4{\color {red}9}1\\\hline \end{array}}}                      | 5 − 9 = nicht möglich. Die 5 wird um 10 erhöht. Da die 10 bei der links benachbarten 7 „geliehen“ ist, muss diese um 1 erniedrigt werden. |
| {\displaystyle {\begin{array}{r}{\overset {\color {Gray}6}{\cancel {7}}}{\overset {\color {Gray}15}{\cancel {5}}}{\color {red}3}\\-49{\color {red}1}\\\hline {\color {Gray}2}\end{array}}} | Abarbeitung der Stellen: 3 − 1 = 2 |
| {\displaystyle {\begin{array}{r}{\overset {\color {Gray}6}{\cancel {7}}}{\overset {\color {red}15}{\cancel {5}}}3\\-4{\color {red}9}1\\\hline {\color {Gray}62}\end{array}}}               | 15 − 9 = 6 |
| {\displaystyle {\begin{array}{r}{\overset {\color {red}6}{\cancel {7}}}{\overset {\color {Gray}15}{\cancel {5}}}3\\-{\color {red}4}91\\\hline {\color {Gray}262}\end{array}}}              | 6 − 4 = 2 |

### Vertikale Subtraktion ohne Überträge

#### Teildifferenzen
Die Partial Differences-Methode unterscheidet sich von anderen vertikalen Subtraktionsmethoden dadurch, dass keine Überträge verwendet werden. An deren Stelle treten Teildifferenzen, die – je nachdem, ob in einer Spalte der Minuend oder der Subtrahend größer ist – ein Plus- oder ein Minuszeichen erhalten. Die Summe der Teildifferenzen ergibt die Gesamtdifferenz.
Beispiel
| | Beschreibung |
| --- | --- |
| {\displaystyle {\begin{array}{rr}&{\color {red}7}53\\-&{\color {red}4}91\\\hline {\color {Gray}+}&{\color {Gray}300}\end{array}}}                                                                        | Die kleinere Zahl wird von der größeren abgezogen: 700 − 400 = 300 Weil der Minuend größer ist als der Subtrahend, erhält die Differenz ein Pluszeichen. |
| {\displaystyle {\begin{array}{rr}&7{\color {red}5}3\\-&4{\color {red}9}1\\\hline {\color {Gray}+}&{\color {Gray}300}\\{\color {Gray}-}&{\color {Gray}40}\end{array}}}                                    | Die kleinere Zahl wird von der größeren abgezogen: 90 − 50 = 40 Weil der Subtrahend größer ist als der Minuend, erhält die Differenz ein Minuszeichen.   |
| {\displaystyle {\begin{array}{rr}&75{\color {red}3}\\-&49{\color {red}1}\\\hline {\color {Gray}+}&{\color {Gray}300}\\{\color {Gray}-}&{\color {Gray}40}\\{\color {Gray}+}&{\color {Gray}2}\end{array}}} | Die kleinere Zahl wird von der größeren abgezogen: 3 − 1 = 2 Weil der Minuend größer ist als der Subtrahend, erhält die Differenz ein Pluszeichen.       |
| {\displaystyle {\begin{array}{rr}&753\\-&491\\\hline {\color {red}+}&{\color {red}300}\\{\color {red}-}&{\color {red}40}\\{\color {red}+}&{\color {red}2}\\\hline &{\color {Gray}262}\end{array}}}       | + 300 − 40 + 2 = 262 |

### Nicht-vertikale Verfahren

#### Ausschreiten der Differenz
Die Berechnung einer Differenz muss nicht Stelle für Stelle erfolgen. Meist umständlich, aber möglich ist es auch, den zwischen einem Subtrahenden und einem Minuenden liegenden Zahlenraum auszuschreiten.
Beispiel
1234 − 567 = kann über folgende Schritte errechnet werden:
- 567 + 3 = 570
- 570 + 30 = 600
- 600 + 400 = 1000
- 1000 + 234 = 1234

Um die Differenz zu ermitteln, werden die Werte der Einzelschritte addiert: 3 + 30 + 400 + 234 = 667.

#### Zergliederung des Subtrahenden
Eine weitere Vorgehensweise, die sich gleichermaßen für die schriftliche Subtraktion wie für das Kopfrechnen eignet, ist die Zergliederung des Subtrahenden, der in Einzelschritten vom Minuenden abgezogen wird.
Beispiel
„1234 − 567 =“ kann über folgende Schritte errechnet werden:
- 1234 − 500 = 734
- 734 − 60 = 674
- 674 − 7 = 667

#### Gleiche Veränderung
Grundlage der Same change-Subtraktion ist die Beobachtung, dass eine Subtraktion einfach durchzuführen ist, wenn am Ende des Subtrahenden eine oder mehrere Nullen stehen. Der Subtrahend wird bei diesem Verfahren darum auf den nächstliegenden Zehner erhöht oder erniedrigt; da der Minuend um dieselbe Differenz erhöht oder erniedrigt wird, nimmt die Manipulation auf die Differenz keinen Einfluss. Wenn die Aufgabe danach immer noch zu schwer ist, kann die Operation wiederholt werden.
Beispiel
„1234 − 567 =“ kann über folgende Schritte errechnet werden:
- 1234 − 567 = 1237 − 570 = 1267 − 600 = 667